# Syrowe
Syrowe (ukr. Сирове) – wieś na Ukrainie, w obwodzie mikołajowskim, w rejonie perwomajskim, w hromadzie Wradijiwka. W 2001 liczyła 1565 mieszkańców, spośród których 1517 wskazało jako ojczysty język ukraiński, 12 rosyjski, 16 mołdawski, 1 białoruski, 18 ormiański, a 1 inny.